# Bob Webster
Robert David Webster (ur. 25 października 1938 w Berkeley) – amerykański skoczek do wody. Dwukrotny złoty medalista olimpijski.
Dwukrotnie zwyciężał w skokach z wieży – na igrzyskach w Rzymie (1960) i Tokio (1964). W Rzymie wygrał z Garym Tobianem, cztery lata później ze startującym do wielkiej kariery Włochem Klausem Dibiasim. W 1963 triumfował w Igrzyskach Panamerykańskich.

## Starty olimpijskie
Rzym 1960
- wieża – złoto

Tokio 1964
- wieża – złoto